# Леа Салонга
Леа Салонга (англ. Lea Salonga, 22 лютого 1971, Анхелес, Пампанга, Філіппіни) — філіппінська співачка і акторка, володарка премії Лоуренса Олів'є і Тоні, перша філіппінська співачка, яка уклала контракт з всесвітньо відомою компанією звукозапису. Леа Салонга відома як перша азійська виконавиця ролей Епоніни і Фантіни в мюзиклі «Знедолені», а також як перша виконавиця ролі Кім в мюзиклі «Міс Сайгон». Салонга подарувала свій голос двом офіційним диснеївським принцесам: Мулан і Жасмін.

## Ранні роки
Леа Салонга народилася 22 лютого 1971 року в Анхелесі. Перші шість років життя вона провела в цьому місті, потім сім'я переїхала в Манілу. У 1978 році, у віці семи років, Леа перший раз вийшла на сцену у філіппінській постановці «Король і я». Після цього вона грала головну роль в мюзиклі «Енні», а також приєдналася до складів постановок «Кішка на розпеченому даху», «Скрипаль на даху», «До побачення, люба», «Паперовий місяць», «Фантастікс». Крім ролей у театрі, Салонга вела власне телевізійне шоу «З любов'ю, Леа» і брала участь у дитячій телепрограмі that's Entertainment. Крім школи вона відвідувала спеціальну програму для обдарованих дітей Музичного коледжу при Університеті Філіппін. Вона знялася в декількох фільмах ще до закінчення школи в 1988 році.
Салонга надійшла в католицький Університет Атенео де Маніла. Саме там вона проходила кастинг на роль у «Міс Сайгон». Пізніше, під час роботи в Нью-Йорку, вона пройшла два курси в Лінкольн-центрі Фордхемського університету.

## Міс Сайгон
У 1989 році Леа Салонгу вибрали на головну роль у новій постановці «Міс Сайгон». Продюсери мюзиклу не змогли знайти достатньо сильну вокалістку з азійською зовнішністю у Великій Британії і провели кастинг в інших країнах. Під час прослуховування 17-річна Салонга виконала On my own з мюзиклу «Знедолені», після її попросили заспівати Sun and Moon із партитури «Міс Сайгон», щоб перевірити відповідність її голосу музичного матеріалу. Члени журі схвалили інтерпретацію ролі Леа і відразу відзначили дівчину як потенційну Кім. Головною суперницею Салонги була Монік Вілсон, її подруга дитинства і колега по філіппінському театру. Згодом вона стала заміною і отримала роль Мімі в першому складі мюзиклу.
За своє виконання Леа Салонга отримала премію Лоуренса Олів'є в номінації «Краща акторка мюзиклу» у 1989—1990 роках. У квітні 1991 року постановка була перенесена на Бродвей. Там Салонга виконувала роль ще кілька, вигравши Тоні, Драма Деск і ще кілька театральних премій. З 1993 по 1996 роки вона брала участь у постановці вже як запрошена зірка. У 1999 році вона була запрошена в Лондон, зіграти у закритті мюзиклу, а у 2001 році брала участь у філіппінській постановці і закривала Бродвейську.

## Продовження кар'єри
У 1993 році Леа Салонга брала участь у 65-й церемонії церемонії вручення Оскара та виконувала пісню «A Whole New World» з мультфільму «Аладдін» телекомпанії Disney. Пісня завоювала Оскар. У цьому ж році вона дебютувала в ролі Епоніни в мюзиклі «Знедолені» на Бродвеї. Трохи пізніше випустила перший міжнародний сольний під назвою «Леа Салонга» (Atlantic Records). У 1994—1995 рр. вона брала участь у різних постановках на Філіппінах і в Сінгапурі, а також знялася в декількох телевізійних і художніх фільмах.
У 1995 році Камерон Макінтош запросив Леа Салонгу для участь в концерті, присвяченому 10-річчю мюзиклу «Знедолені», в Королівському Альберт-холі в ролі Епоніни. Склад цього концерту досі називають Найкращим складом «Знедолених» («Les Misérables Dream Cast» — досл. Склад мрії). Партнерами Салонги були Колм Уілкінсон, Майкл Болл, Джуді Кунн. У 1996 році вона знову грає Епоніну, на цей раз в лондонській постановці.
З 1997 по 2000 рік Салонга випускає кілька альбомів, бере участь у благодійних концертах. У 1998 році вона «подарувала» свій голос ще одній диснеївській принцесі Мулан, виконавши пісні в мультфільмі (основний голос належить американській акторці китайського походження Мінг-На Вен). У 2001 і 2003 роках Салонга виконує епізодичну роль Лі Г'юс в мильній опері Як обертається світ, яку наприкінці 80-х років виконувала також Мінг-На Вен. У 2004 році в мультфільмі Мулан II головна героїня знову співала голосом Салонги.
У 2006 році Леа закривала 15-ті Азійські ігри в місті Доха піснею «Triumph of The One». У 2007 році вона випускає свій перший за сім років альбом під назвою Inspired, а також завершила свій черговий цикл виступів на Бродвеї, на цей раз в ролі Фантіни в «Знедолених».
З кінця 2008 року по середину 2009 році Салонга виконувала головну роль в тридцятитижневому азійському турне мюзиклу Роджерса і Хаммерстайна «Попелюшка». Прем'єра відбулася в Манілі в липні 2008 року.
У липні 2009 року Салонга стала обличчям косметичної компанії Avon на Філіппінах.
У липні і серпні 2010 року Леа Салонга виконувала роль Грізабелли в манільської постановці «Кішок» Ендрю Ллойда Веббера. 10 жовтня 2010 року вона виконала роль Фантіни в концерті, присвяченому 25-річчю мюзиклу «Знедолені», через 15 років після своєї появи на 10-річчі мюзиклу в ролі Епоніни..
19 серпня 2011 року Салонга отримала титул Легенди Діснея.
Вона була обрана суддею 60-го конкурсу «Міс Всесвіт 2011», що проходив у бразильському місті Сан-Паоло 12 вересня 2011 року.
У лютому 2013 року Салонга оголосила, що вона буде одним із чотирьох наставників конкурсу «Голос Філіппін», прем'єра якого відбулася 23 червня.
У січні 2014 року Салонга підтвердила своє повернення в другий сезон шоу, а також участь у прем'єрі конкурсу «Голос Філіппін: Діти».

## Голос і тембр
Голос Леї Салонги сопрано. Для озвучення обох диснеївських принцес Салонга використала свій тембр аж до фа п'ятої октави. Партія Кім в мюзиклі «Міс Сайгон» відрізняється тим, що в ній співачка використовувала весь свій голосовий діапазон.